# Weduwe Joustra

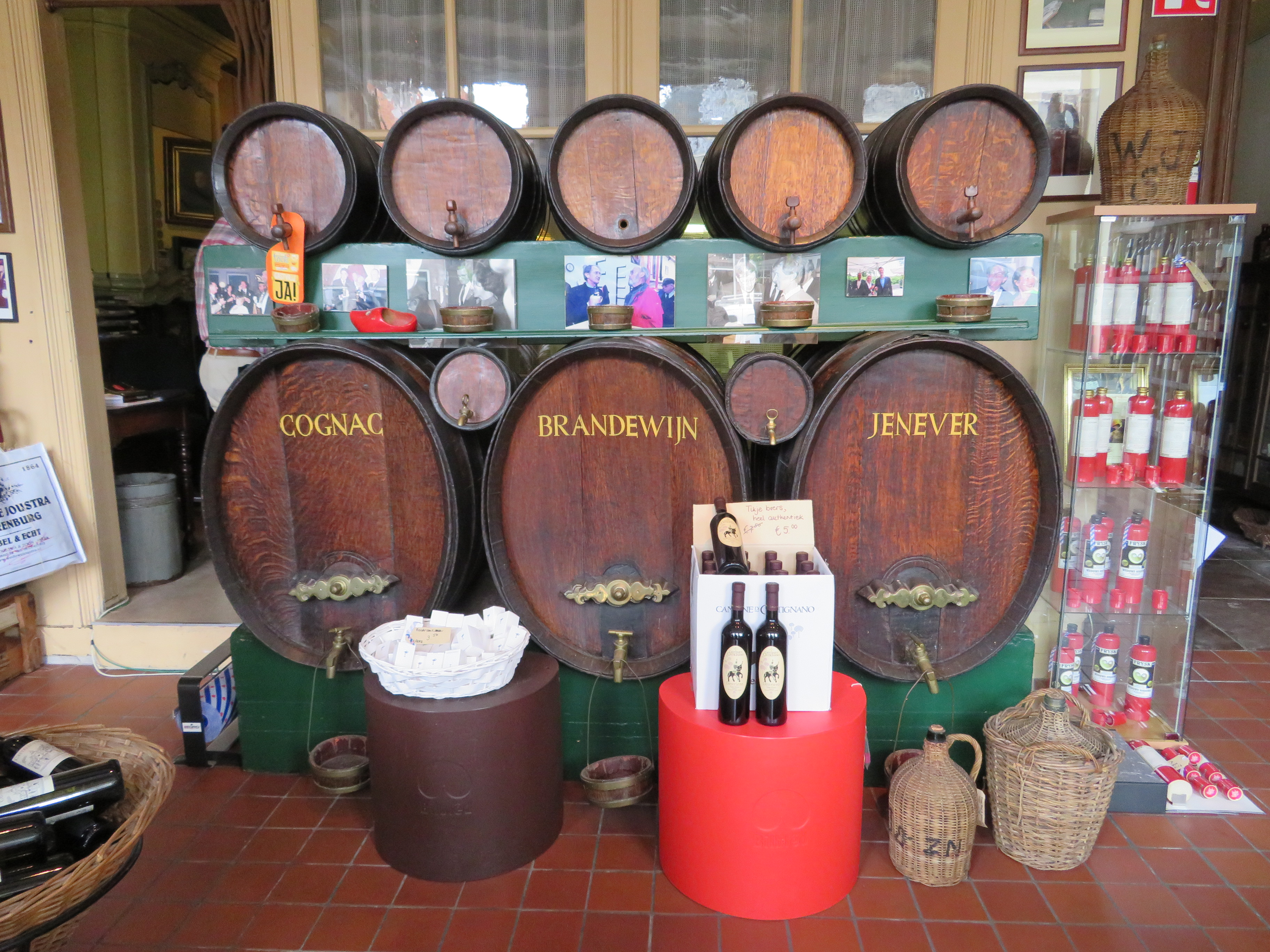
Interieur van de winkel

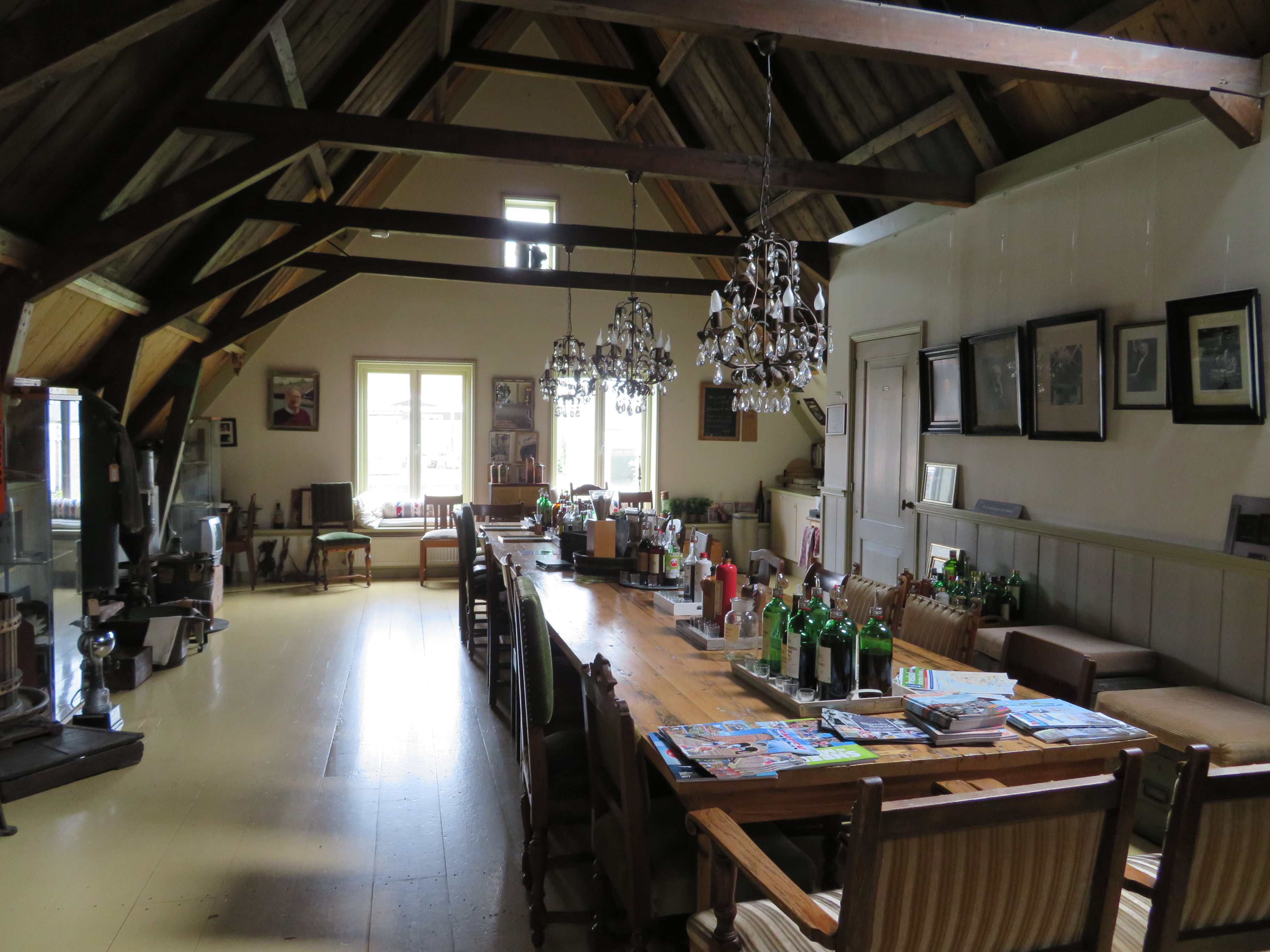
Proeflokaal in het pand

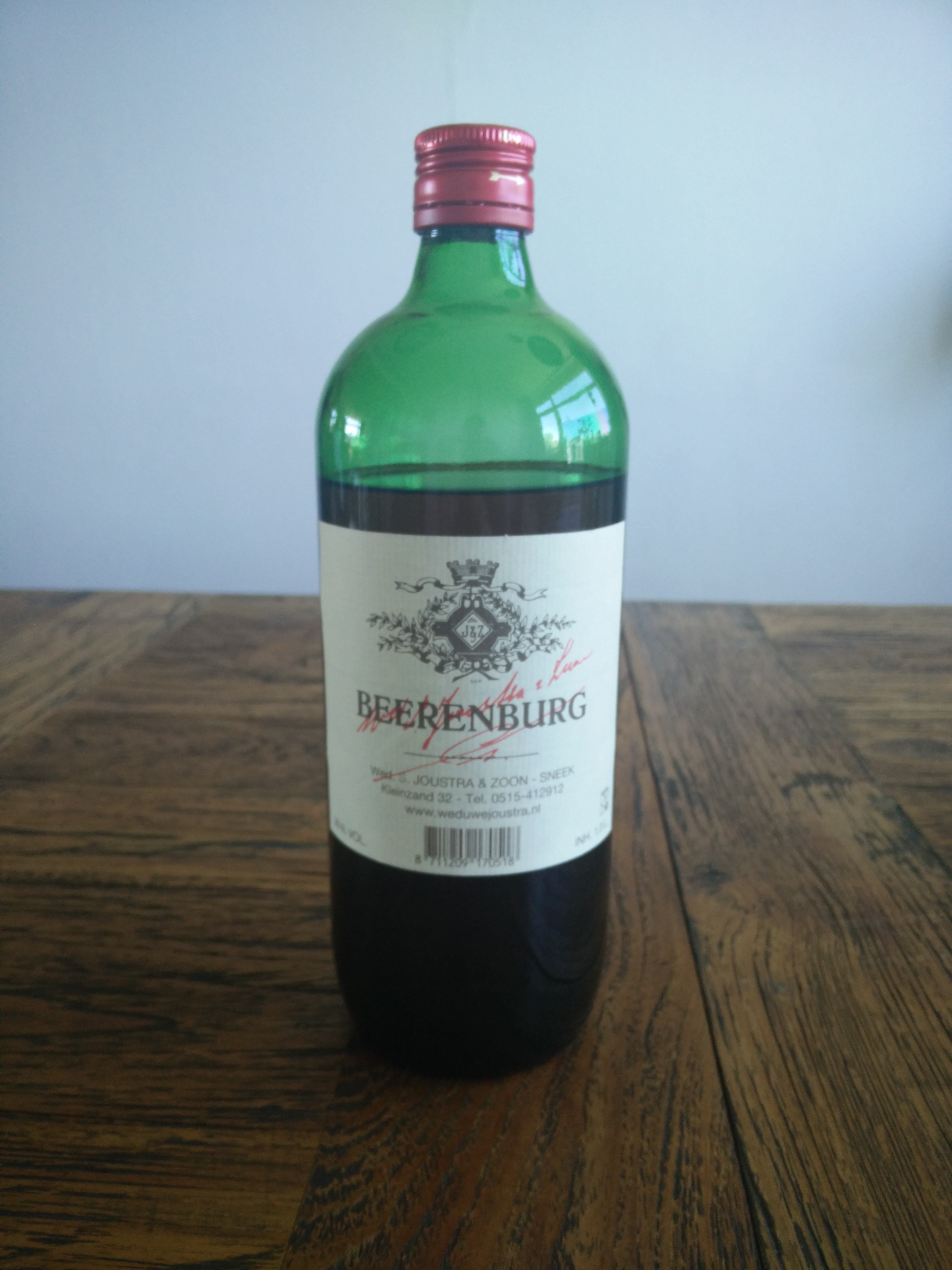
Een aangebroken fles Weduwe Joustra Beerenburg 35%

Weduwe Joustra is een beerenburgmerk, gemaakt door de gelijknamige beerenburgdistilleerderij uit het Friese Sneek.

## Geschiedenis
Toen in 1864 de wijnhandelaar Steven Joustra overleed, moest zijn weduwe Anjenette Joustra-Reinders een andere manier zien te vinden om aan de kost te komen. Dankzij haar contacten met de scheepsbemanning die voor haar huis door de gracht voer, kwam zij in contact met de Oprechte Maag-Kruiden van Hendrik Beerenburg uit Amsterdam. Deze werd door de bemanning in mandkruiken gemengd met jenever en Beerenburg genoemd. Zij begon een stokerij onder de naam Wed. S. Joustra & Zn. om in haar onderhoud te voorzien. Toen Anjenette met pensioen ging, nam haar schoonzoon Jan Huges de zaak over. Deze gaf op zijn beurt het roer in handen van zijn zoon Uko Hendrik Huges, die het aan zijn schoonzoon Jacob Sonnenberg doorgaf. Jacob zette de traditie voort door zijn zoon Jaap Sonnenberg het heft in handen te geven. Tegen die tijd wilden de erfgenamen van Hendrik Beerenburg stoppen met het mengen van de kruiden, en na lang onderhandelen kreeg Jaap Sonnenberg toestemming om een kruidenmengsel samen te stellen dat de Oprechte Maag-Kruiden van dokter Beerenburg zo dicht mogelijk benaderde. Uiteindelijk is dit gelukt, en heeft hij ook het alleenrecht op de naam Beerenburg verworven. Tegenwoordig staat Jaaps dochter Heleen Sonnenberg aan het hoofd van het bedrijf.
In juli 2016 ging het moederbedrijf Dirkzwager failliet. Het bedrijf kreeg direct veel reacties van potentiële overnamekandidaten. Uiteindelijk nam Boomsma Distilleerderij Weduwe Joustra over.

## Receptuur
Zoals ook van andere producenten is het recept van Weduwe Joustra niet openbaar. In totaal staan ongeveer 25 kruiden, waaronder gentiaan, benedictus, herba card en galiatoer, gedurende een maand te trekken op een zachte jenever. Hendrik Beerenburg, ontwikkelaar van het recept, sprak over Oprechte Maag-Kruiden. Weduwe Joustra Beerenburg heeft 35 procent alcohol, maar er bestaat ook een versie met 32 procent. Ook bestaat er een variant op basis van Korenwijn, die 1, 3, 5 of 10 jaar op eikenhouten vaten heeft liggen rijpen.

## Producten
Naast beerenburg wordt bij de distilleerderij de (mildere) variant Beerinnenburg gemaakt. Ook Kruidenbitter, Jonge Jenever, Oude Genever en Vieux Poterne zijn onderdeel van het assortiment. Tegenwoordig is het assortiment uitgebreid met verschillende likeuren, zoals Speculaaslikorette (ontwikkeld voor de intocht van sinterklaas in Sneek in 2005), Boterbabbelaar en droplikorette (ontwikkeld voor Poiesz Supermarkten), een koffielikeur genaamd Hollands Genoegen en een lijn met Oudhollandse likorettes. Wegens het 150-jarig bestaan van Weduwe Joustra in 2014 is er in dat jaar een Beerenburg uitgebracht die 15 jaar op eikenhout heeft gelegen.

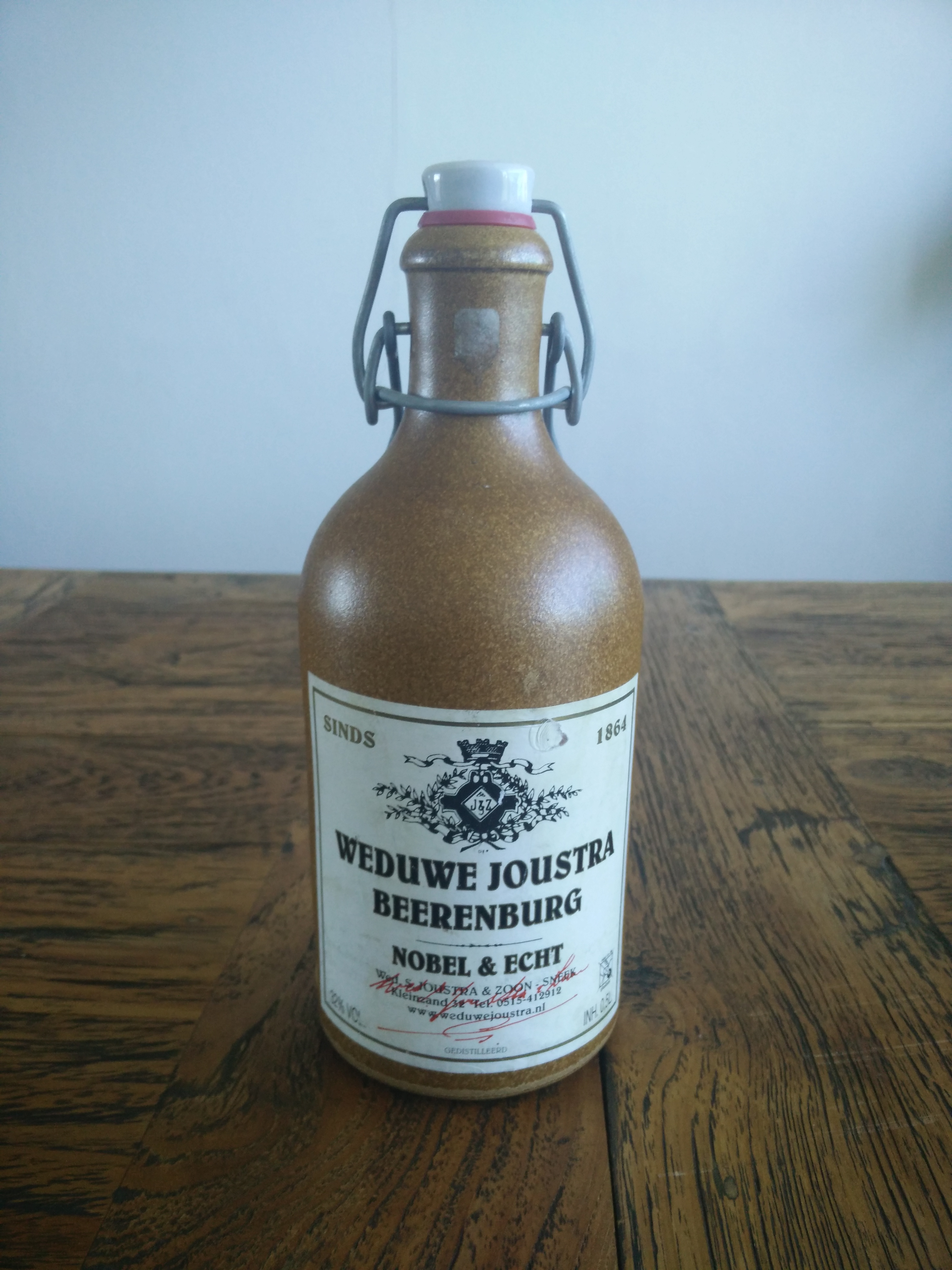
Kruik Beerenburg
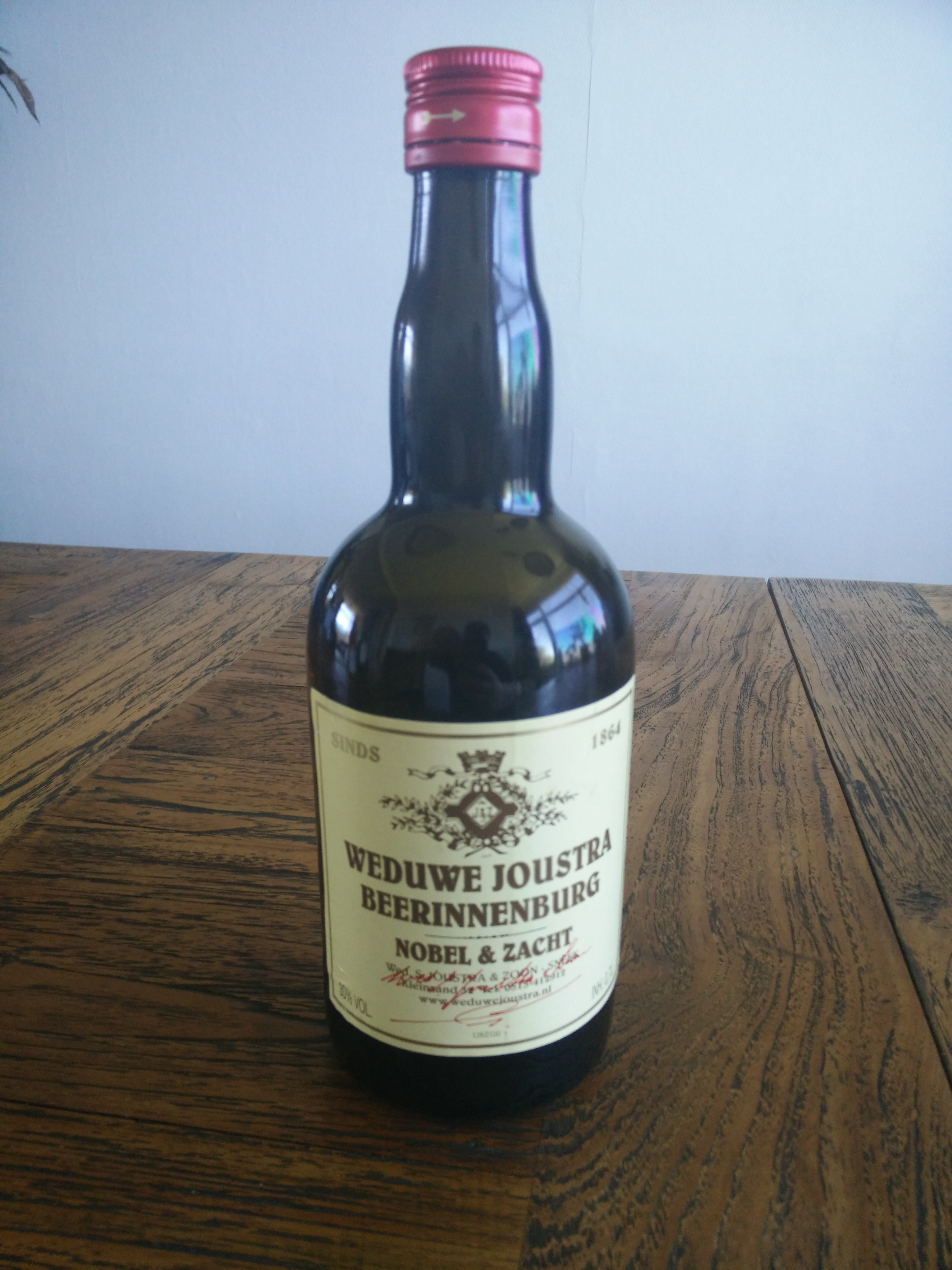
Fles Beerinnenburg
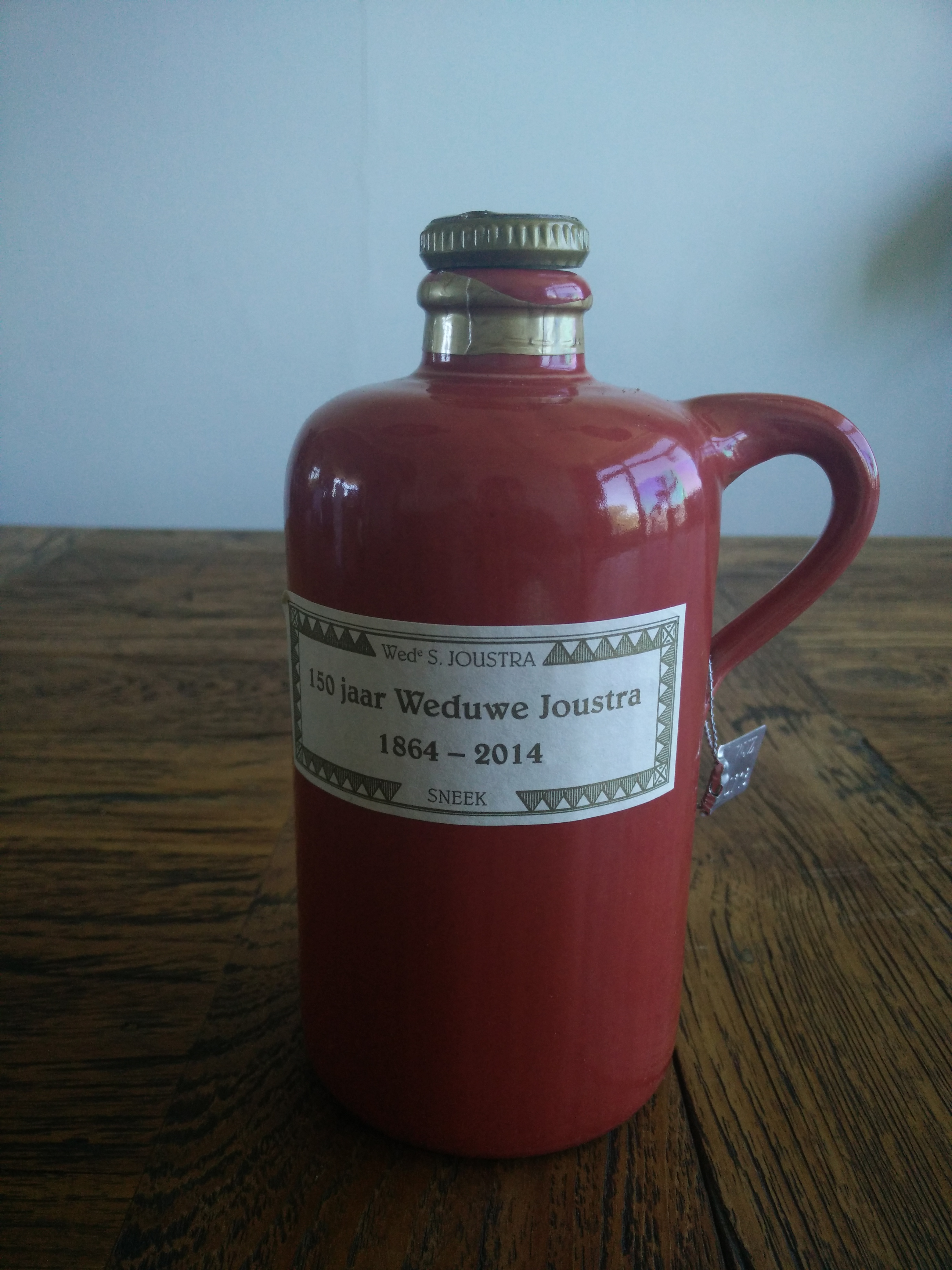
Kruik jubileumbeerenburg (15 jaar gerijpt op eikenhouten vaten)
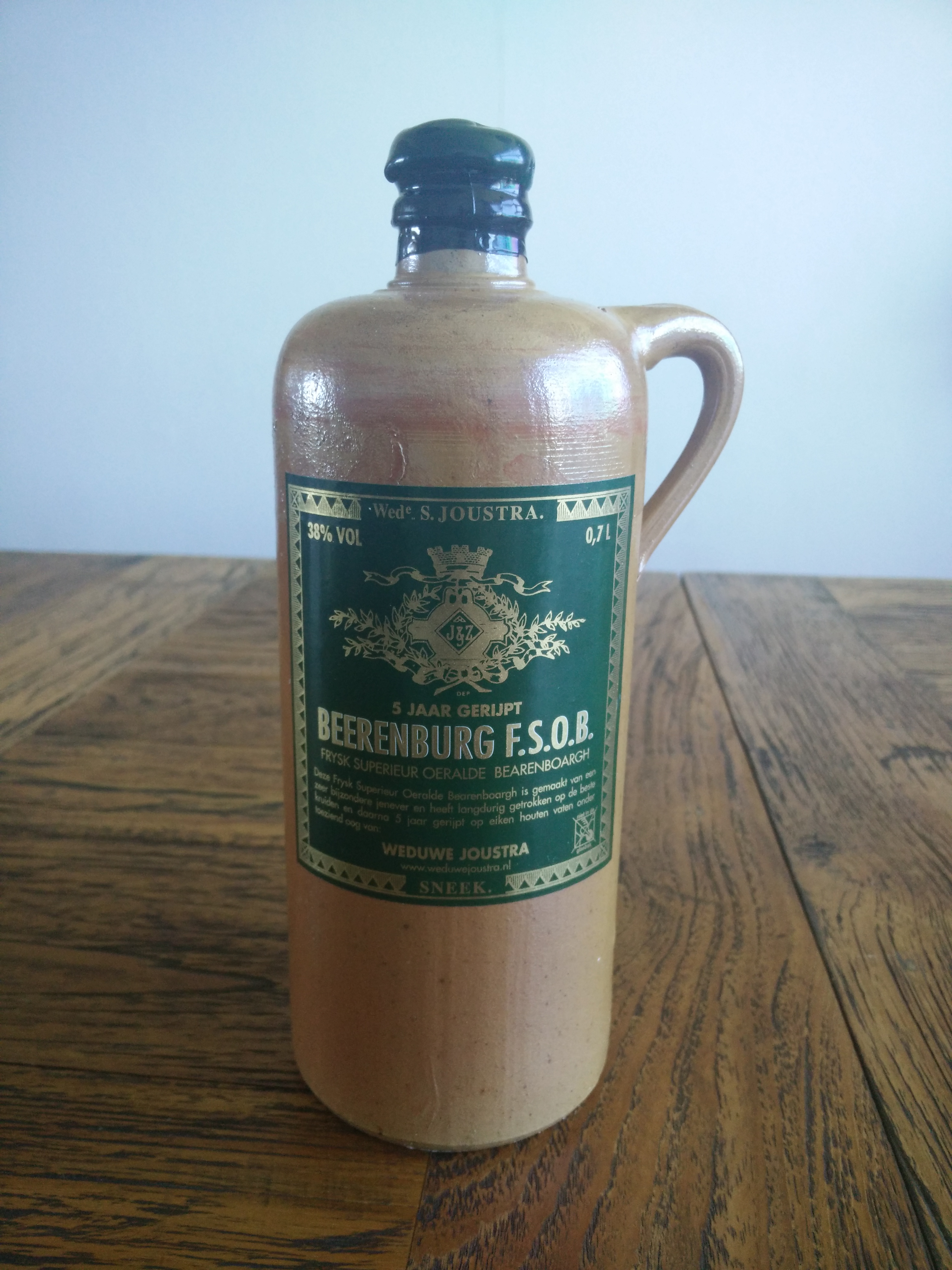
Kruik F.S.O.B. (5 jaar gerijpt op eikenhouten vaten)
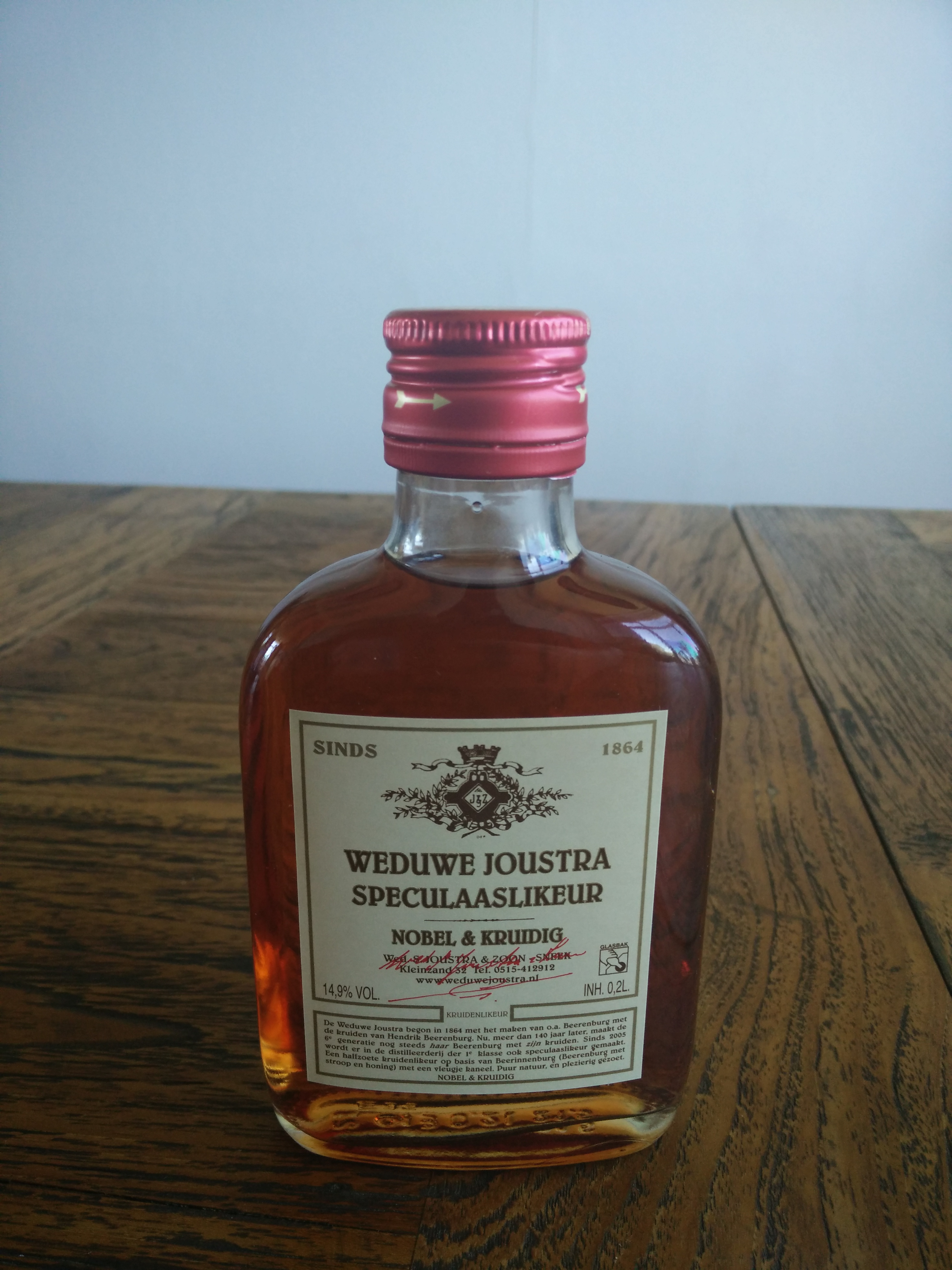
Flesje speculaaslikeur

## Concurrentie
Veel andere bedrijven produceren ook een berenburg. Met één e geschreven, omdat ze niet de originele receptuur van Hendrik Beerenburg (mogen) gebruiken. De bekendste is ongetwijfeld Sonnema berenburg.